# .th
.th is het achtervoegsel van domeinen van websites uit Thailand.

## Tweede niveau domeinen
- ac.th Academisch
- co.th Commercieel
- in.th Individuen (of organisaties)
- go.th Overheid
- mi.th Militair
- or.th Non-profit organisaties
- net.th Internet provider